# Smithy Beck (Scallow Beck)
Der Smithy Beck ist ein Wasserlauf in Cumbria, England.
Der Smithy Beck entsteht als Hare Gill südlich des Cogra Moss am Saddler’s Knott, er fließt in westlicher Richtung und wird zum Leaps Beck nördlich des Kelton Fell. Er unterquert eine Straße und wendet sich mit dem Namen Smaithwaite Beck nach Norden. Beim Erreichen der A5088, die er unterquert, wird er zum Smithy Beck. Er wendet sich kurz vor seiner Mündung den Scallow Beck nach Westen.